# Saloon

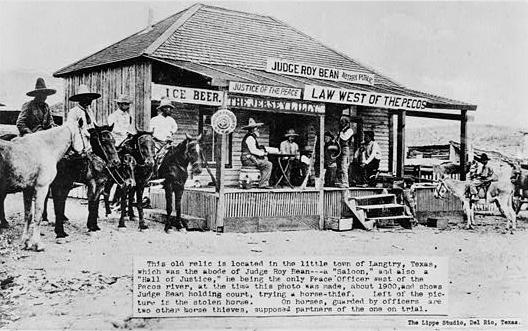
Saloon do juiz Roy Bean, em Langtry, Texas.

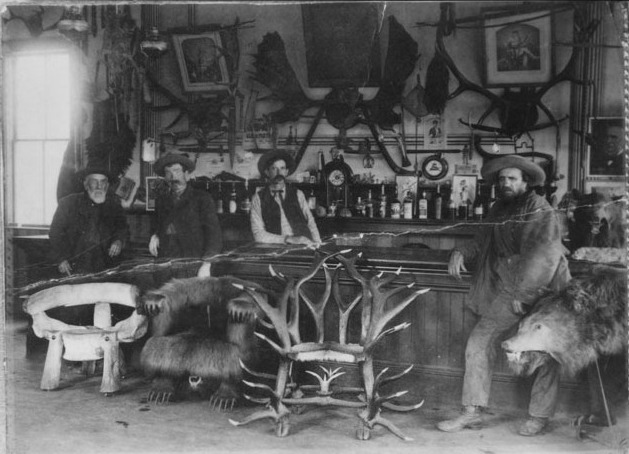
Bar de Seth Kinman, em Table Bluff, Califórnia (1889).

Um saloon (literalmente em português, salão) é uma espécie de bar típico do Velho Oeste norte-americano. Os saloons serviam clientes típicos daquela época e região, como comerciantes de pele, caubóis, soldados, garimpeiros, mineiros e jogadores. O primeiro saloon foi fundado em Brown's Hole, Wyoming, em 1822, para servir aos comerciantes de pele locais. A popularidade das casas no Oeste americano do século XIX é evidenciada pelo fato de que até mesmo uma cidade de 3 000 habitantes, como a Livingston, Montana, de 1883, tinha nada menos que 33 saloons.
Entre os saloons mais célebres estão o First Chance Saloon, em Miles City, Montana; o Bull's Head, em Abilene (Kansas); o Arcade, em El Dorado, Colorado; o Holy Moses, em Creede, Colorado; o Long Branch, em Dodge City (Kansas); o Birdcage Theater (saloon e teatro), em Tombstone (Arizona), o saloon do Juiz Roy Bean, em Langtry, Texas e o Gem Saloon, em Deadwood, Dacota do Sul. Diversos destes estabelecimentos permaneciam abertos 24 horas por dia, sete dias por semana.